# Yaalboc
Yaalboc är en ort i Mexiko.   Den ligger i kommunen San Cristobal De Casas och delstaten Chiapas, i den sydöstra delen av landet, 800 km öster om huvudstaden Mexico City. Yaalboc ligger 2 586 meter över havet och antalet invånare är 362.
Terrängen runt Yaalboc är huvudsakligen kuperad, men norrut är den bergig. Yaalboc ligger uppe på en höjd. Runt Yaalboc är det tätbefolkat, med 530 invånare per kvadratkilometer. Närmaste större samhälle är San Cristóbal de las Casas, 6,3 km sydväst om Yaalboc. Omgivningarna runt Yaalboc är en mosaik av jordbruksmark och naturlig växtlighet.